# Dół (Jaszczew)
Dół – część wsi Jaszczew w Polsce położona w województwie podkarpackim, w powiecie krośnieńskim, w gminie Jedlicze..
W latach 1975–1998 Dół administracyjnie należał do województwa krośnieńskiego.